# Stupčevići
Stupčevići (cyr. Ступчевићи) – wieś w Serbii, w okręgu zlatiborskim, w gminie Arilje. W 2011 roku liczyła 968 mieszkańców.